# Jürgen Wilbert
Jürgen Wilbert (* 2. Oktober 1945 in Düsseldorf) ist ein deutscher Aphoristiker und Andragoge.

## Leben
Er studierte Anglistik, Pädagogik und Politikwissenschaft an der Universität Bonn, dort 1977 Promotion zum Dr. phil. mit einer Arbeit über „Politikbegriffe und Erziehungsziele“, 1987 im Beltz-Verlag, Weinheim & Basel, erschienen. Nach über 30 Jahren hauptamtlicher Tätigkeit im kommunalen Weiterbildungs- und Kulturbetrieb – zuletzt bis 2007 als Leiter des Fachbereichs Weiterbildung und Kultur in Hattingen – seit 2008 nachberuflich freischaffend als Autor und Vortragender aktiv; Initiator der Internationalen Aphoristikertreffen in Hattingen / Ruhr (seit 2004 zweijährlich), seit 2008 Vorsitzender des Fördervereins Deutsches Aphorismus-Archiv (DAphA) Hattingen. Sein literarischer Schwerpunkt liegt auf der kürzesten Prosagattung, der Aphoristik: inzwischen sind fünf eigene Aphorismenbücher erschienen (Siehe das folgende Auswahlverzeichnis seiner Veröffentlichungen, ferner www.aphoristiker.de).
Für sein langjähriges ehrenamtliches Engagement für die Literatur, namentlich für die Gattung des Aphorismus, wurde ihm am 16. April 2024 vom OB der Stadt Düsseldorf, Stefan Keller, das Verdienstkreuz am Bande des Verdienstordens der Bundesrepublik Deutschland verliehen.

## Publikationen literarischer Art
- Zweiheit und Zweifel. Gedichte und Aphoristisches, 1989
- Vom Naserümpfen des Gehirns. Aphorismen und Sentenzen, 1991
- Kopfwehen. DenkAnstößiges, 2000
- Hirnbissiges. Aphorismen, 2006
- Knapp denkbar. Denkanzettelungen, 2010
- Denkbar knapp – Prolog zum Wesen des Aphorismus, in: FEDERKIEL, Heft 1/2010, S. 33–37
- Vorletzte Schlüsse. Kurzes von Belang, 2012
- Aus der Redensart geschlagen. Aphoristische Denkereien. Aktualisierte und erweiterte Neuauflage der „Vorletzten Schlüsse“, 2014.
- SinnBilder – Aphorismen (mit Fotos von Rainald Hüwe), 2019
- Vom Hirnrümpfen – Neue Denkzettel, 2021
- Aus der alten Tüte – Episoden aus der ersten Hälfte eines Lebens (unter dem Pseudonym Gero Lippert), 2021
- Gemischte Tüte – Gero-Episoden und andere Kurzgeschichten, 2024

### Gemeinsam mit Friedemann Spicker
- Helden. Ein aphoristisch-literarischer Streifzug. Hattingen: DAphA 2010.
- Der Aphorismus in Westfalen. Mit Illustrationen von Erich Krian. Bochum: Brockmeyer 2013 (dapha-drucke 5).
- Karl Kraus – Christian Morgenstern. Zwei aphoristische Gegenspieler – mit Bildern von Carmen Meiswinkel und H. D. Gölzenleuchter. Hattingen: DAphA 2012.
- „Läuse der Vernunft“ – ein literarisch-musikalischer Abend zum Gedenken an 250 Jahre Johann Gottfried Seume – 200 Jahre Friedrich Hebbel. Hattingen: DAphA 2013.
- Die kleine Gattung im Ruhrgebiet, in: Gerhard Rupp, Hanneliese Palm, Julika Vorberg (Hrsg.): Literaturwunder Ruhr, Essen: Klartext 2011, S. 189–195.
- Die Aphoristikertreffen in Hattingen und das Deutsche Aphorismus -Archiv (DAphA). In: Literatur in Westfalen. Beiträge zur Forschung 13. Im Auftrag der Literaturkommission für * Westfalen des Landschaftsverbandes Westfalen-Lippe hg. von Walter Gödden und Arnold Maxwill. Bielefeld: Aisthetis 2014, S. 661–669.
- Deutschsprachige jüdische Aphoristik – Ein Überblick im Dialog. Bochum: Brockmeyer 2015.
- Georg Christoph Lichtenberg – Eine Interview-Collage zum 275. Geburtstag. Hattingen: DAphA 2017.
- Arthur Schopenhauer – Ein Zwiegespräch über einen Einsiedler. Hattingen: DAphA 2018.
- Der Aphorismus im Rheinland. Düsseldorf: Edition Virgines 2018.
- Goethe und seine Zeit – Ein aphoristischer Streifzug zu seinem 270. Geburtstag 2019.
- Ein aphoristisches CORONA-Tagebuch. Hattingen: DAphA 2020.
- Der Aphorismus in Europa. Düsseldorf: Edition Virgines 2021.
- Aphoristisches Schreiben – Leitfaden mit kreativen Übungen. Düsseldorf: Edition Virgines 2021.
- Canetti – Lec – Benyoetz – Ein dialogisches Porträt der drei Autoren. Hattingen: DAphA 2021.
- Arthur Schnitzler und der österreichische Aphorismus nach 1900. Hattingen: DAphA 2022.
- Deutsche Aphoristik der Gegenwart – eine aktuelle Bestandsaufnahme. Düsseldorf: Edition Virgines 2023.

### Schriften als Herausgeber
- „Aus meinen Fehlern werden andere klug“. Festschrift für Gerhard Uhlenbruck zum 80., Bochum: Brockmeyer-Verlag 2008
- Andere Länder – andere Sprichwörter. Handreichungen zur Unterrichtsgestaltung. Eine DAphA-Dokumentation. 4. Auflage 2014.
- (gemeinsam mit P. Kamburg): Gedankenflug – Dokumentation zum 1. Aphoristikertreffen 2004. Essen: Klartext 2005.
- (gemeinsam mit P. Kamburg, F. Spicker): Gedankenspiel – Dokumentation zum 2. Aphoristikertreffen 2006. Bochum: Brockmeyer 2007.
- Witz – Bild – Sinn. Facetten des zeitgenössischen Aphorismus. Bochum: Brockmeyer 2008.
- Gedanke, Bild und Witz. Aphorismen. Fachbeiträge. Illustrationen. Dokumentation zum 3. Aphoristikertreffen vom 6. – 8. November 2008 in Hattingen an der Ruhr. Bochum: Brockmeyer 2009.
- „Gedanken sind unhöflich. Sie kommen ohne anzuklopfen.“  Anthologie zum Aphorismenwettbewerb 2010. Bochum: Brockmeyer 2010.
- Gedanken-Übertragung. Aphorismen. Fachbeiträge. Illustrationen. Dokumentation zum 4. Aphoristikertreffen vom 4. – 6. November 2010 in Hattingen an der Ruhr. Bochum: Brockmeyer 2011.
- „Prinzipienreiter satteln nicht um.“  Anthologie zum Aphorismenwettbewerb 2012 „Vom Stellenwert der Werte.“ Bochum: Brockmeyer 2012.
- Wertsetzung – Wertschätzung. Der Aphorismus im Wandel der Werte. Aphorismen. Fachbeiträge. Illustrationen. Dokumentation zum 5. Aphoristikertreffen vom 1. – 3. November 2012 in Hattingen an der Ruhr. Bochum: Brockmeyer 2013.
- „Im Getriebe wird das Sandkorn zur Macht.“ Anthologie zum Aphorismenwettbewerb 2014 „Großes im Kleinen.“ Bochum: Brockmeyer 2014.
- DAphA-Kalender 2012ff. Aphorismen und Zeichnungen. Bochum: Brockmeyer 2012ff.
- „Größe im Kleinen“ – Der Aphorismus und seine Nachbarn. Dokumentation zum 6. Aphoristikertreffen. Bochum: Brockmeyer 2015.
- „Weisheit - Kritik -Impuls“. Anthologie zum Aphorismenwettbewerb 2016. Bochum: Brockmeyer 2016.
- „Positionen des Aphorismus“. Dokumentation zum 7. Aphoristikertreffen. Bochum: Brockmeyer 2017.
- „Begegnungen“. Anthologie zum Aphorismenwettbewerb 2018. Bochum: Brockmeyer 2018.
- „Der Aphorismus im Dialog“. Dokumentation zum 8. Aphoristikertreffen 2018. Düsseldorf: Edition Virgines 2019.
- „Streitbar und umstritten“. Anthologie zum Aphorismenwettbewerb 2020. Düsseldorf: Edition Virgines 2020.
- „Streitbar und umstritten“. Der Aphorismus in Literatur und Gesellschaft. Dokumentation zum 9. Aphoristikertreffen 2021. Düsseldorf: Edition Virgines 2022.
- „Grenzerfahrungen und Grenzüberschreitungen im Aphorismus“. Dokumentation zum 10. Aphoristikertreffen. Düsseldorf: Edition Virgines (erscheint im Herbst 2024).

### Sekundärliteratur
- Deutsches Literatur-Lexikon. 3., völlig neu bearbeitete Auflage. Berlin: de Gruyter 2013. Bd. 32, S. 415f.

## Eine Auswahl von Aphorismen
Wer nicht Stein des Anstoßes sein will,
wird nie den Stein ins Rollen bringen.
Aphorismen sind Stolpersteine für landläufige Meinungen.
Der Aphorismus:
ein Naserümpfen des Gehirns.
Wer schwarz-weiß denkt,
dem graut vor Zwischentönen.
Wenn es wieder zum guten Ton gehören sollte,
unpolitisch zu sein, wird uns nicht nur das Hören vergehen.
Die Menschen kommen und gehen –
bloß nicht zur Vernunft.
Besondere Vorsicht ist geboten,
wenn zu kurz Gekommene
am längeren Hebel sitzen.
Neuer Straftatbestand:
Kaufkraftzersetzung.
Wer Zeit satt hat,
verliert den Appetit auf den Augenblick.
Übersteigerter Nationalstolz grenzt schon
an Patriotie.
Karrierestufen eines Autors:
Sinnieren – Signieren – Resignieren.
Chronische Erkrankung eines Aphoristikers:
Denkreiz.
Dem Jüngsten Gericht fehlt es leider
an Vorkostern.
Da sich ohnehin fast jeder für den Nabel der Welt hält,
empfehle ich Bauchpinseln.
Wahre Lebenskunst:
Sich zu allen Jahreszeiten
einen herrlichen Lenz machen.
Es gibt auch so etwas wie Informiergehabe.
Die natürliche Grenze der Empathie: die eigene Haut.
An manchen Aphorismen verbrennt man sich bloß die Finger; sie sind mit der heißen Nadel gestrickt.
Bei der Wahrheitssuche sind die meisten Kostverächter: Sie verzehren am liebsten Halbwahres.
Lieblingsplatz für Wahrheitsverdreher: die Gerüchteküche.